# Nestwochen
Nestwochen ist eine deutsche Filmkomödie von Tobias Baumann aus dem Jahr 2021 mit Bettina Lamprecht und Matthias Koeberlin. Der Film ist seit Mitte August 2021 in der ZDFmediathek zu sehen und wurde am 19. August 2021 erstmals im Fernsehprogramm des ZDF ausgestrahlt.

## Handlung
Als die Eheleute Julia und Robert in der Pizzeria sitzen und er ihr mal wieder nicht zuhört, resümiert Julia für sich die vergangenen Jahre und sagt plötzlich, sie sollten sich trennen. Sie hätten sich im Lauf der Zeit einfach auseinandergelebt. Durch ihr gemeinsames Haus und ihre beiden Kinder Marie und Maxi ist eine Trennung leichter gesagt als getan. Julia würde das Haus am liebsten verkaufen, Robert ist dagegen. Sein Arbeitskollege Enzo empfiehlt ihm das sogenannte Nesting. Das bedeutet, sie behalten das Haus, und jeder zieht abwechselnd für je eine Woche ein, um den Kindern nicht ihr „Nest“ zu nehmen. In der jeweils anderen Woche wird Robert im Wohnmobil schlafen und Julia bei ihrer Freundin Flo.
Der Plan scheint erst einmal zu funktionieren, auch wenn jeder der beiden Elternteile die Wochen etwas anders gestaltet. Während es Robert mit Regeln, Ordnung und gesundem Essen sehr genau nimmt, ist Julia da wesentlich lockerer. Robert hat noch Hoffnung, Julia wieder zurückzugewinnen. Flo möchte, dass Julia wieder mehr erlebt und würde sie gern mit Sascha verkuppeln, einem Arzt, mit dem Julia im Krankenhaus zusammenarbeitet. Hierzu arrangiert Flo eine Party bei Julia, bei der viel getrunken wird und Julia schließlich mit Sascha im Ehebett landet, wobei sie allerdings sofort einschläft. Robert lernt unterdessen bei einer Polizeikontrolle Nina kennen, mit der er sich gut versteht. Dennoch hofft er insgeheim noch auf eine Versöhnung mit Julia. Als Robert in seiner Nestwoche eine Unterhose von Sascha in der Waschmaschine findet, wird er eifersüchtig und sieht die Nestregeln gebrochen. Er sucht noch einmal das Gespräch, doch die Kommunikation zwischen ihm und Julia gelingt nicht.
Bei der Aufführung des Schulmusicals der Kinder kommt es zum Eklat. Julia geht mit Sascha hin, Robert nimmt – um dem etwas entgegenzusetzen – Nina mit. Während ihre Kinder auf der Bühne stehen, kommt es im Publikum zu Streitigkeiten und Handgreiflichkeiten. Die Kinder besetzen daraufhin ihr „Nest“, das Haus, und üben Druck auf ihre Eltern auf. Diese müssen im Wohnmobil übernachten und nutzen die Zeit, um intensiv miteinander zu reden. Sie stellen fest, dass sie vielleicht kein Liebespaar mehr sind, aber dennoch sehr gute Freunde. Sie versprechen, sich nicht mehr gegenseitig weh zu tun und wollen mit den Kindern besprechen, ob sie das Haus behalten.

## Produktion
Der Film wurde vom 17. November 2020 bis zum 15. Dezember 2020 in Köln und Umgebung gedreht.

## Soundtrack
Für den Soundtrack wurden unter anderem folgende Songs verwendet:
- Yo La Tengo (Friday I'm in Love)
- Edward Sharpe and the Magnetic Zeros (Home)
- Édith Piaf (Non, je ne regrette rien)
- Deee-Lite (Groove is in the Heart)
- Foreigner (Urgent)
- Foo Fighters (Home)
- Damien Rice (Older Chests)

## Rezeption

### Kritiken
Rainer Tittelbach gibt dem Film in seiner Kritik auf tittelbach.tv insgesamt 4,5 von 6 Sternen. Die Komödie wolle klassisch unterhalten, das Publikum würde von Regisseur und Drehbuchautor auf einem überschaubaren intellektuellen Niveau abgeholt. Auch wenn der Film hier konventionell bleibe, habe er eine locker-episodische Struktur und würde gute Laune machen, mit insgesamt gutem Tempo und Timing. Die Nebenrollen seien zwar passend besetzt, jedoch kritisiert Tittelbach die Sätze, die diesen in den Mund gelegt wurden. Stereotype Schlagworte und Spruchband-Statements würden hier peinlich wirken. Vom Finale des Films ist der Kritiker jedoch positiv angetan, da kein realitätsfernes Happy End stattfindet. „Das größte Plus aber sind Bettina Lamprecht und Matthias Koeberlin, die einfach perfekt darin sind, Menschen wie Du und Ich glaubwürdig darzustellen.“
Im Lexikon des internationalen Films werden insgesamt 4 von 5 möglichen Sternen gegeben. Der Film sei eine „[v]ergnügliche (Fernseh-)Komödie mit Gespür für Rhythmus und Timing sowie auch für die Ernsthaftigkeit der Grundkonstellation. Gute Darsteller sichern die Glaubwürdigkeit der Charaktere selbst angesichts manch überzogener Situation.“
Die Redaktion der TV Spielfilm hingegen gibt dem Film einen Daumen nach rechts. Der Film basiere auf einer guten Idee, sei aber flach und vorhersagbar umgesetzt.

### Einschaltquoten
Bei seiner Erstausstrahlung am 19. August 2021 im ZDF sahen 3,66 Millionen Zuschauer den Film. Dies entsprach einem Marktanteil von 14,2 %.